# Haqqın nuru
Haqqın nuru (en español: Luz de la Verdad) es un periódico  semanal azerbaiyano religioso y órgano de la Oficina musulmana Cáucaso que se publica en azerí y ruso por los musulmanes del Cáucaso (Azerbaiyán, Georgia y las repúblicas autónomas de Daguestán, Chechenia, Ingusetia, Osetia del Norte, Kabardino-Balkaria, Karacháyevo-Cherkesia y Adigueya en Rusia).
El periódico se publica desde el 12 de marzo de 2010.